# Vaudesson
Vaudesson est une commune française située dans le département de l'Aisne, en région Hauts-de-France.

## Géographie

### Localisation
Le village est situé à proximité du calvaire de l'Ange gardien et de la RN 2, au creux d'un vallon ouvert sur le nord.

### Hydrographie
La commune est située dans le bassin Seine-Normandie. Elle est drainée par le canal de l'Oise à l'Aisne, la rigole d'alimentation de l'Ailette, le cours d'eau 02 de la commune de Pinon, le cours d'eau 01 de la Forêt de Pinon, le cours d'eau 01 du Bois Dherly, le cours d'eau 01 du Pont de Pierre, le fossé de la commune de Vaudesson et Ravin des Gobineaux,,.
Le canal de l'Oise à l'Aisne est un canal à bief de partage au gabarit Freycinet reliant les vallées de l'Oise et de l'Aisne. Il relie les communes d'Abbécourt et de Bourg-et-Comin en passant sous le tristement célèbre « Chemin des Dames ».
L'Ailette, d'une longueur de 59 km, prend sa source dans la commune de Sainte-Croix et se jette  dans l'Oise (rive gauche) à Quierzy, après avoir traversé 36 communes. Les caractéristiques hydrologiques de l'Ailette sont données par la station hydrologique située sur la commune d'Urcel. Le débit moyen mensuel est de 0,376 m3/s. Le débit moyen journalier maximum est de 6,04 m3/s, atteint lors de la crue du 15 octobre 1987. Le débit instantané maximal est quant à lui de 6,85 m3/s, atteint le même jour.

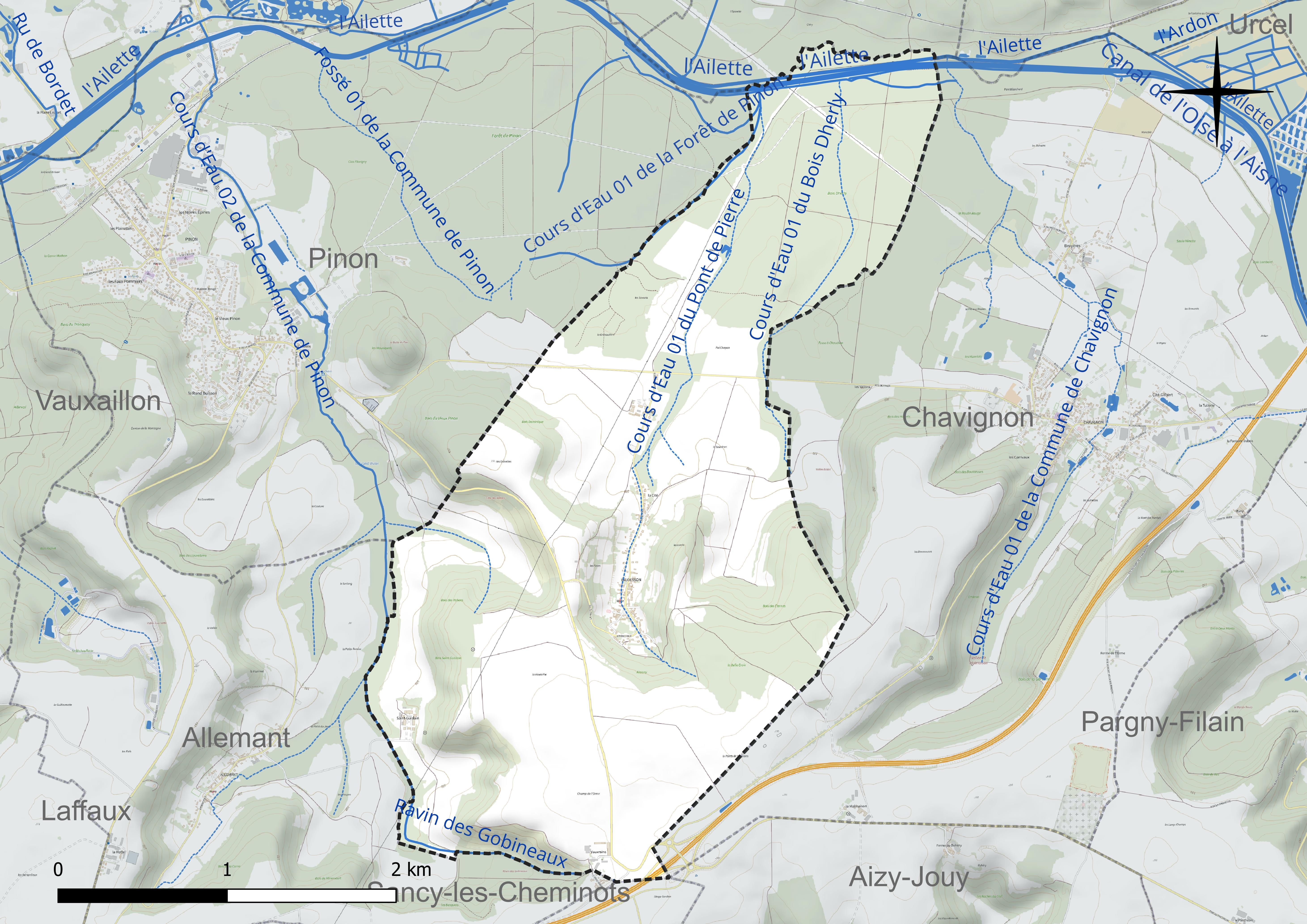
Réseau hydrographique de Vaudesson.

### Climat
Pour des articles plus généraux, voir Climat des Hauts-de-France et Climat de l'Aisne.
En 2010, le climat de la commune est de type climat océanique dégradé des plaines du Centre et du Nord, selon une étude du CNRS s'appuyant sur une série de données couvrant la période 1971-2000. En 2020, Météo-France publie une typologie des climats de la France métropolitaine dans laquelle la commune est exposée à un climat océanique altéré et est dans la région climatique Nord-est du bassin Parisien, caractérisée par un ensoleillement médiocre, une pluviométrie moyenne régulièrement répartie au cours de l'année et un hiver froid (3 °C).
Pour la période 1971-2000, la température annuelle moyenne est de 10,5 °C, avec une amplitude thermique annuelle de 15 °C. Le cumul annuel moyen de précipitations est de 788 mm, avec 12,2 jours de précipitations en janvier et 8,7 jours en juillet. Pour la période 1991-2020, la température moyenne annuelle observée sur la station météorologique la plus proche, située sur la commune de Martigny-Courpierre à 14 km à vol d'oiseau, est de 10,7 °C et le cumul annuel moyen de précipitations est de 734,4 mm,. Pour l'avenir, les paramètres climatiques de la commune estimés pour 2050 selon différents scénarios d'émission de gaz à effet de serre sont consultables sur un site dédié publié par Météo-France en novembre 2022.

## Urbanisme

### Typologie
Au 1er janvier 2024, Vaudesson est catégorisée commune rurale à habitat dispersé, selon la nouvelle grille communale de densité à 7 niveaux définie par l'Insee en 2022.
Elle est située hors unité urbaine. Par ailleurs la commune fait partie de l'aire d'attraction de Soissons, dont elle est une commune de la couronne,. Cette aire, qui regroupe 92 communes, est catégorisée dans les aires de 50 000 à moins de 200 000 habitants,.

### Occupation des sols
L'occupation des sols de la commune, telle qu'elle ressort de la base de données européenne d'occupation biophysique des sols Corine Land Cover (CLC), est marquée par l'importance des territoires agricoles (54 % en 2018), une proportion identique à celle de 1990 (54 %). La répartition détaillée en 2018 est la suivante : 
terres arables (49,4 %), forêts (46 %), zones agricoles hétérogènes (4,6 %).
L'évolution de l'occupation des sols de la commune et de ses infrastructures peut être observée sur les différentes représentations cartographiques du territoire : la carte de Cassini (XVIIIe siècle), la carte d'état-major (1820-1866) et les cartes ou photos aériennes de l'IGN pour la période actuelle (1950 à aujourd'hui).

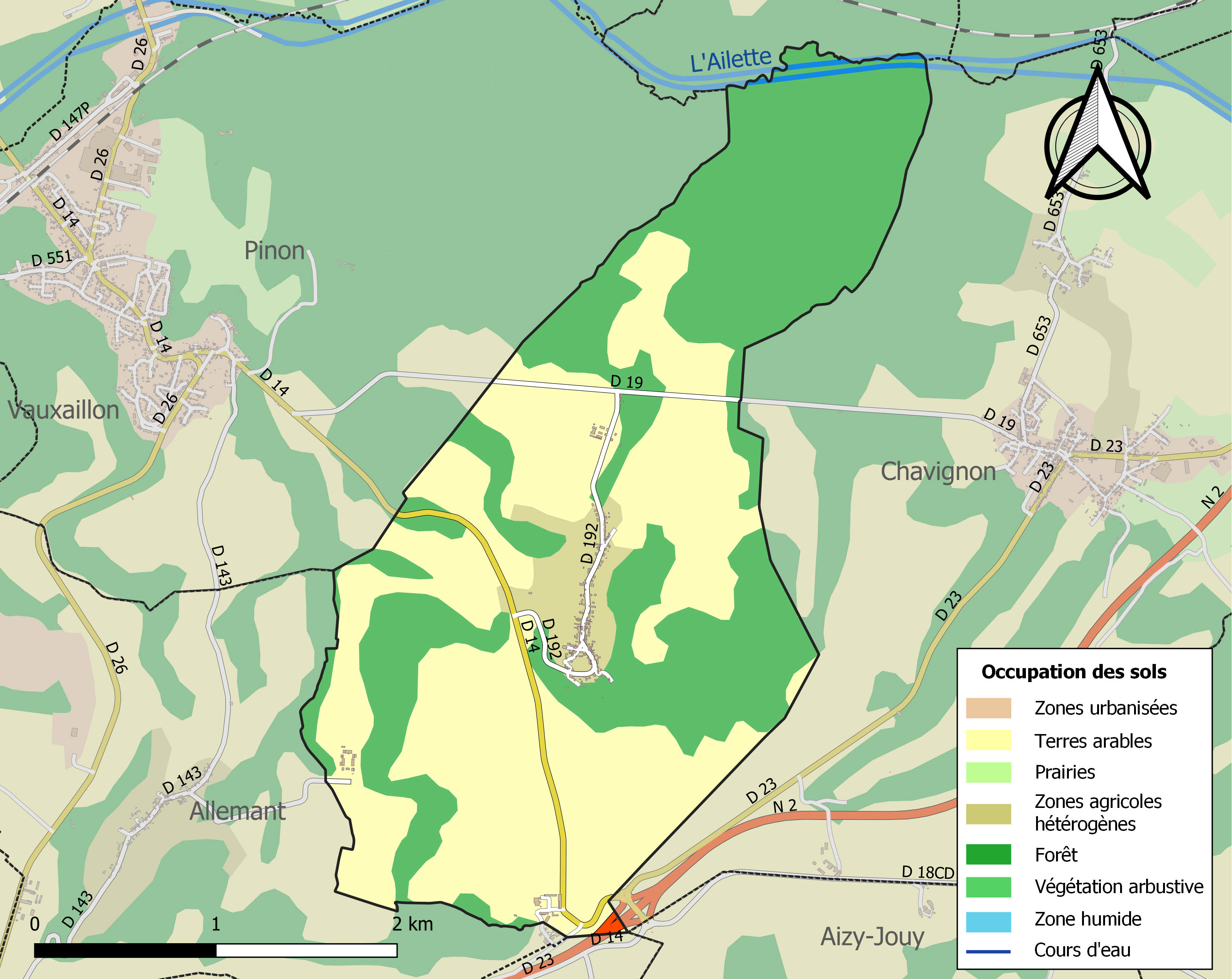
Carte de l'occupation des sols de la commune en 2018 (CLC).

## Toponymie
Le nom de la localité est attesté sous les formes Absona-juxtà-Fruticum (1143) ; Valdesson (XIIe siècle) ; Vaudeusson, Vaudenson (1265) ; Vaudecon (1272) ; Vaudesson-lez-Chavignon (1384).
Du latin vallis, « vallée »,  à l'origine d'un très grand nombre de toponymes. En français, cet appellatif  se traduit par val ou vau, ici, avec un nom de village.

## Histoire
Au moment de l'invasion allemande au début de la Première Guerre mondiale, un peu plus de 300 personnes vivent à Vaudesson, village vivant de l'agriculture.
Vaudesson reste aux mains des Allemands jusqu'en octobre 1917 ; c'est une zone où ils concentrent leur artillerie, qui gêne beaucoup les Français lors de leurs offensives dans le secteur de Laffaux.
Vaudesson est reprise lors de la bataille de La Malmaison, le 24 octobre ; les chars sont alors employés pour aider à la reprise du ravin et des tranchées voisines. Repris par les Allemands le 27 mai 1918 à 8 heures, le village subit de nouveaux dégâts lors de la contre-offensive française d'octobre.
À la fin des combats, Vaudesson est entièrement en ruines. La population n'est encore que de 120 habitants au recensement de 1921, et ne remontera au-dessus des 200 personnes que dans les années 1930.

## Politique et administration

### Découpage territorial
La commune de Vaudesson est membre de la communauté de communes du Val de l'Aisne, un établissement public de coopération intercommunale (EPCI) à fiscalité propre créé le 28 décembre 1994 dont le siège est à Presles-et-Boves. Ce dernier est par ailleurs membre d'autres groupements intercommunaux.
Sur le plan administratif, elle est rattachée à l'arrondissement de Soissons, au département de l'Aisne et à la région Hauts-de-France. Sur le plan électoral, elle dépend du  canton de Fère-en-Tardenois pour l'élection des conseillers départementaux, depuis le redécoupage cantonal de 2014 entré en vigueur en 2015, et de la cinquième circonscription de l'Aisne  pour les élections législatives, depuis le dernier découpage électoral de 2010.

### Administration municipale
| Période                                  | Période                       | Identité          | Étiquette | Qualité                                 |
| ---------------------------------------- | ----------------------------- | ----------------- | --------- | --------------------------------------- |
| Les données manquantes sont à compléter. |                               |                   |           |                                         |
| 1965                                     | 1995                          | Louis Hamel       |           |                                         |
| Les données manquantes sont à compléter. |                               |                   |           |                                         |
| mars 2001                                | mars 2008                     | Georges Leroy     |           |                                         |
| mars 2008                                | 2017                          | Claude Quesada    |           |                                         |
| 2014                                     | 2017                          | Éliane Bleux      | SE        | Employée (Démission)                    |
| octobre 2017                             | En cours (au 14 juillet 2020) | Christian Meriaux | SE        | Retraité Réélu pour le mandat 2020-2026 |

## Démographie
L'évolution du nombre d'habitants est connue à travers les recensements de la population effectués dans la commune depuis 1793. Pour les communes de moins de 10 000 habitants, une enquête de recensement portant sur toute la population est réalisée tous les cinq ans, les populations de référence des années intermédiaires étant quant à elles estimées par interpolation ou extrapolation. Pour la commune, le premier recensement exhaustif entrant dans le cadre du nouveau dispositif a été réalisé en 2006.

En 2022, la commune comptait 238 habitants, en évolution de −1,24 % par rapport à 2016 (Aisne : −1,97 %, France hors Mayotte : +2,11 %).
| 1793 | 1800 | 1806 | 1821 | 1831 | 1836 | 1841 | 1846 | 1851 |
| ---- | ---- | ---- | ---- | ---- | ---- | ---- | ---- | ---- |
| 254  | 232  | 337  | 338  | 385  | 346  | 411  | 405  | 392  |

| 1856 | 1861 | 1866 | 1872 | 1876 | 1881 | 1886 | 1891 | 1896 |
| ---- | ---- | ---- | ---- | ---- | ---- | ---- | ---- | ---- |
| 401  | 416  | 433  | 434  | 444  | 411  | 357  | 322  | 316  |

| 1901 | 1906 | 1911 | 1921 | 1926 | 1931 | 1936 | 1946 | 1954 |
| ---- | ---- | ---- | ---- | ---- | ---- | ---- | ---- | ---- |
| 317  | 310  | 316  | 120  | 190  | 214  | 228  | 202  | 204  |

| 1962 | 1968 | 1975 | 1982 | 1990 | 1999 | 2006 | 2011 | 2016 |
| ---- | ---- | ---- | ---- | ---- | ---- | ---- | ---- | ---- |
| 217  | 220  | 192  | 178  | 153  | 178  | 250  | 256  | 241  |

| 2021 | 2022 | - | - | - | - | - | - | - |
| ---- | ---- | - | - | - | - | - | - | - |
| 237  | 238  | - | - | - | - | - | - | - |

## Lieux et monuments

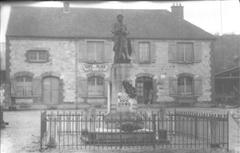
Monument aux morts.

- Église Saint-Maurice de Vaudesson. L'ancienne église de Vaudesson a été détruite pendant les guerres, elle se situait vers le haut de Vaudesson (rue des Sources), elle a donc été reconstruite peu après la guerre, en face de la place.
- Le monument aux morts a été construit après la Première Guerre mondiale.